# Hideto Suzuki
Hideto Suzuki (鈴木 秀人, Suzuki Hideto) est un footballeur japonais né le 7 octobre 1974 à Hamamatsu dans la préfecture de Shizuoka au Japon.

## Parcours d'entraineur
- juil. - août 2019 :  Jubilo Iwata